# Diario di una schiappa - Una vacanza da panico
Diario di una schiappa - Una vacanza da panico (Diary of a Wimpy Kid: The Getaway) è il tredicesimo libro della serie Diario di una schiappa scritta da Jeff Kinney. È stato pubblicato negli Stati Uniti nel 2017, e in Italia è giunto lo stesso anno, per opera della casa editrice Il Castoro.

## Trama
Greg Heffley e la sua famiglia vedono una pubblicità per l'Isla de Corales, un resort dove i suoi genitori sono andati per la loro luna di miele, in TV. Con sgomento di Greg, saltano il Natale per andare al resort. Dopo diversi incidenti all'aeroporto, come il ritardo del volo, gli Heffley salgono a bordo dell'aereo. Greg è deluso dal fatto che deve sedersi nei posti economici, ed è ancor più infastidito quando una famiglia con un bebè si è seduta a fianco a lui.
Dopo essere atterrati al resort, Greg e la sua famiglia scoprono che il resort è cambiato dopo la luna di miele dei suoi genitori, e la maggior parte delle attività che hanno fatto sono ora sulla sezione per la movida. Nella loro camera d'albergo, si accorgono che hanno preso la valigia sbagliata e che la loro è stata ormai rimandata a casa. Dopo una visita ad una piscina affollata, Greg viene spaventato da un'iguana, il suo pasto viene rovinato da uccelli e lumache; infine, gli Heffley vanno a dormire per la notte. Al mattino, Greg ha un incontro ravvicinato con una tarantola che si infila nelle sue pantofole.
La madre del protagonista, Susan, va a visitare la spa, ed affida a Greg la cura del suo fratellino, Manny. Lascia che quest'ultimo giochi in un parco acquatico, ma finisce per cadere in acqua che crede di essere contaminata da pipì. Dopo questo, la madre di Greg prenota un viaggio di snorkeling per la famiglia, ma Greg si preoccupa di essere punto da una cubomedusa. Beve dell'acqua di mare per caso e crede di aver ingoiato un cavalluccio marino, terminando il viaggio di Snorkeling in anticipo.
Gli Heffley tornano in piscina, e la cubomedusa che Manny ha trovato entra in piscina. Durante il trambusto, Greg e la sua famiglia fanno rientro nella loro stanza. Il ragazzo visita un campo da tennis, per paura che la tarantola riapparisse. Gli altri ragazzi lo riconoscono come una delle persone coinvolte nell'incidente della medusa, quindi viene cacciato dal campo e corre dalla sua famiglia nella stanza d'albergo.
Manny butta per terra la valigia, e la sua famiglia prova i vestiti all'interno. Escono a mangiare in una club house e giocano a Golf, ma sono catturati dalla sicurezza per aver rubato i vestiti di un'altra famiglia e sono obbligati a lasciare il resort immediatamente. Gli Heffley soggiornano presso l'hotel dell'aeroporto, e il giorno dopo, i genitori di Greg scelgono di terminare la gita e di intrufolarsi di nuovo nel villaggio turistico per una foto di famiglia. Dopo aver scattato la foto, la famiglia viene riconosciuta dalla polizia e scappa, con Greg che finisce in una spiaggia privata sul lato adulto del resort. Scappa e nota la sua famiglia dall'altra parte attraverso un buco nel muro. Il muro cade, e un sacco di gente si riversa nellʼaltro lato del villaggio, lasciando che gli Heffley sfuggano al resort.
Dopo essere tornato a casa, Greg visita il sito isla de Corales e scopre che lui e la sua famiglia sono stati banditi dal resort, che ora sta facendo appello per informazioni sulle loro identità.